# Singulare tantum
Con la expresión latina singularia tantum se denomina la particularidad morfológica de algunos sustantivos que solamente poseen número gramatical singular o poseen una forma plural que apenas se usa. En español lo son en general los nombres propios y de masa y algunos  sustantivos como cariz, norte, sur, oeste, este, tez, caos, cenit, nadir, salud, sed, grima, fénix, etcétera.